# 利巴韋區

利巴韋區（葡萄牙語：Ribaué），是莫桑比克的行政區，位於該國東北部，由楠普拉省負責管轄，首府設於利巴韋，面積6,281平方公里，2007年人口186,250，人口密度每平方公里30人。